# مارک بنت (بازیکن راگبی)
مارک بنت (انگلیسی: Mark Bennett؛ زادهٔ ۳ فوریهٔ ۱۹۹۳) بازیکن راگبی ۱۵ نفره اهل بریتانیا است.
وی در مسابقات بین‌المللی در مجموع برندهٔ ۱ مدال نقره شده‌است.